# Susan Fleming
Susan Fleming (New York City, 19 febbraio 1908 – Rancho Mirage, 22 dicembre 2002) è stata un'attrice statunitense.
Fu la moglie di Harpo Marx.

## Biografia

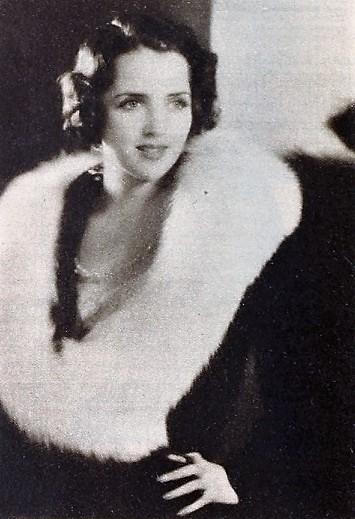
Susan Fleming nel 1931.

Nel 1931 arrivò a Hollywood da New York, dove era stata notata come ballerina nelle riviste delle Ziegfeld's Follies. In quell'anno recitò in quattro film, il più importante dei quali fu The Range Feud con John Wayne. Seguirono, in pochi anni, una dozzina di altri film, finché con il matrimonio con Harpo Marx, uno dei celebri fratelli, Susan Fleming pose fine alla sua carriera, che del resto non aveva mai amato.
Si dedicò ai quattro figli che la coppia adottò e, dopo la morte del marito, s'impegnò nella tutela degli interessi della comunità di Palm Springs, dove abitava. A lungo fece parte del Palm Springs Unified Board of Education, della Mountain Protective League, oltre che della League of Women Voters, e si dedicò a opere di beneficenza. Scrisse anche un'autobiografia, dedicata soprattutto alla sua vita con Harpo Marx, che è 
stata pubblicata postuma nel 2022.

## Filmografia parziale
- Lover Come Back, regia di Erle C. Kenton (1931)
- A Dangerous Affair, regia di Edward Sedgwick (1931)
- The Range Feud, regia di D. Ross Lederman (1931)
- Gambe da un milione di dollari (Million Dollar Legs), regia di Edward F. Cline (1932)
- Olsen's Big Moment, regia di Malcolm St. Clair (1933)
- He Learned About Women, regia di Lloyd Corrigan (1933)
- I Love That Man, regia di Harry Joe Brown (1933)
- My Weakness, regia di David Butler (1933)
- Charlie Chan's Courage, regia di Eugene Forde, George Hadden (1934)
- Call It Luck, regia di James Tinling (1934)
- Quando si ama (Break of Hearts), regia di Philip Moeller (1935)
- Il paradiso delle fanciulle (The Great Ziegfeld), regia di Robert Z. Leonard (1936)
- Star for a Night, regia di Lewis Seiler (1936)
- Amore in otto lezioni (Gold Diggers of 1937), regia di Lloyd Bacon (1936)
- La legge della foresta (God's Country and the Woman), regia di William Keighley (1937)